# Antifaschistische Pädagogik
Antifaschistische Pädagogik (auch Antifaschistische Erziehung) thematisiert Aspekte didaktischer und methodischer Reflexionen zur Neukonzipierung politischer Bildung in Bezug auf Rechtsextremismus und die Zeit des Nationalsozialismus. Antifaschistische Erziehung wird dem politischen Spektrum des orthodoxen Marxismus zugeordnet und fand als pädagogisches Konzept keine Anerkennung, wie das Fehlen des Stichworts in erziehungswissenschaftlichen Nachschlagewerken zeigt. In der DDR war Antifaschismus ein Bestandteil der Staatsdoktrin und antifaschistische Erziehung ein Grundpfeiler der Volksbildung.

## Antifaschistische Pädagogik in der DDR
Antifaschismus war Bestandteil der Staatsdoktrin der DDR. Das staatsdoktrinäre Verständnis von Antifaschismus hatte Folgen: Antifaschistische Erziehung in der DDR ging nicht einher mit der Demokratisierung der gesellschaftlichen Zustände, sondern wurde durch zunehmende Stalinisierung im wachsenden Maße konterkariert. Antifaschistische Erziehung wurde zum Mittel totalitärer Indoktrination. Selbst Bemühungen vieler Erzieher um antifaschistische Persönlichkeitsentwicklung wurden durch die politischen Wirkungsbedingungen letztendlich in ihr Gegenteil verkehrt. Im Anschluss an die Phase der antifaschistischen Umerziehung in den Jahren 1945–1949 brachte die DDR-Pädagogik nie ein Konzept antifaschistischer Erziehung hervor. Der formelhafte Antifaschismus wurde vor allem für die Erziehung eines unbedingt loyalen Staatsbürgers missbraucht. Der Alleinvertretungsanspruch engte den Antifaschismus auf die politische Linie der SED ein. Gegner dieser Linie wurden mit dem Bannfluch ‚Faschismus’ belegt. Die antifaschistische Erziehung galt in der DDR als ein Grundpfeiler der Volksbildung, aber das hier vermittelte Bild schuf eine Dualisierung zwischen antifaschistischen Widerstandskämpfern und faschistischen Schergen und blendete die Schuld von Verführten und Mitläufern aus.

## Antifaschistische Pädagogik in der BRD
Theodor W. Adorno benannte psychologische und zivilisatorische Probleme, auf welche antifaschistische Pädagogik reagieren müsse. Adorno erarbeitete noch kein pädagogisches Programm, lieferte aber eine Skizze des Reflexionszusammenhangs, in welchem ein solches Programm zu konzipieren wäre. Von anderen Konzeptionen moderner Pädagogik unterscheidet sich Adorno, insofern er antifaschistische Erziehung nicht als einen Teilbereich der Erziehung ansieht, sondern als Grundlage aller Erziehung. Die Grundlage dazu legte Adorno in seinem Manuskript Erziehung nach Auschwitz 1966 mit der Feststellung: „Die Forderung, dass Auschwitz nicht noch einmal sei, ist die allererste an Erziehung.“ Alle anderen Debatten über Erziehungsideale sah Adorno dem gegenüber als „nichtig und gleichgültig“, der politische Unterricht sei darauf zu zentrieren, „dass Auschwitz nicht sich wiederhole“.
In den 1990er Jahren wurde die Notwendigkeit einer Pädagogik gegen Rechts diskutiert. Anstoß dazu gaben Erfolge rechter Parteien bei Landtagswahlen, die Asyldebatte in den Jahren 1991–1993 und rassistische Gewalttaten.
Georg Auernheimer gab zu bedenken: „Antifaschistische Erziehung hatte und hat für viele den faden Geschmack von penetranter Belehrung oder – schlimmer noch – von doktrinärer Unterweisung. Auch unter den jungen Linken stieß sie vielfach auf Skepsis.“ Nichtsdestoweniger versuchte Auernheimer an dem Ansatz festzuhalten, bei dem er aber drei Probleme sah: institutioneller, psychologischer und sachlicher Art. Der institutionelle Rahmen der Schule sei ungeeignet, lasse nicht die nötige „Betroffenheit“ aufkommen. In psychologischer Hinsicht thematisierte Auernheimer die biographische Involviertheit von Lehrern. In sachlicher Hinsicht monierte Auernheimer die Praxis einer entlastenden Geschichtsbetrachtung in Ost- und Westdeutschland.
Peter Dudek kritisierte die Erfolglosigkeit der Antifaschistischen Erziehung und forderte, „endlich Abschied zu nehmen von der Illusion, man könne mit ‚antifaschistischen’ Erziehungs- und Bildungskonzepten auf die Rechtsentwicklung Jugendlicher angemessen reagieren“. Antifaschismus tauge allenfalls zur „politischen Selbstvergewisserung linker Pädagogen“. Von Nöten seien Konzepte der Jugendarbeit, die sich ernsthaft auf die Probleme der Jugendliche einlasse.